# Magstatt-le-Haut
Magstatt-le-Haut là một xã ở tỉnh Haut-Rhin trong vùng Grand Est ở đông bắc Pháp. Xã này có diện tích 3,91 km², dân số năm 1999 là 272 người. Khu vực này có độ cao 330 mét trên mực nước biển.